# Sarah Barnes
Sarah Barnes (ur. 27 listopada 1981 r. w Invercargill) – nowozelandzka wioślarka.

## Osiągnięcia
- Puchar Świata 2009:
  - II etap: Monachium – czwórka podwójna – 3. miejsce[1].
  - III etap: Lucerna – czwórka podwójna – 3. miejsce[1].
- Mistrzostwa Świata – Poznań 2009 – czwórka podwójna – 7. miejsce[1].